# Alexander Koch (szermierz)
Alexander Koch (ur. 22 lutego 1969 w Bonn) – niemiecki szermierz, florecista, reprezentujący też RFN, złoty medalista olimpijski i wielokrotny medalista mistrzostw świata.
Na igrzyskach olimpijskich w Barcelonie w 1992 roku reprezentacja Niemiec w składzie: Udo Wagner, Ulrich Schreck, Thorsten Weidner, Alexander Koch i Ingo Weißenborn zwyciężyła w zawodach drużynowych. Indywidualnie nie startował. Brał również udział w igrzyskach olimpijskich w Atlancie w 1996 roku, zajmując 6. miejsce w zawodach drużynowych i 22. w indywidualnych.
Podczas mistrzostw świata w Denver w 1989 roku wywalczył złoty medal w turnieju indywidualnym, pokonując w finale Francuza Philippe'a Omnèsa. Parę dni później razem z Thorstenem Weidnerem, Mathiasem Geyem i Thomasem Endresem zdobył też srebrny medal drużynowo. Kolejne dwa medale wywalczył na mistrzostwach świata w Essen cztery lata później. Indywidualnie zwyciężył, pokonując w finale Ukraińca Serhija Hołubyckiego. W turnieju drużynowym razem z Ingo Weißenbornem, Thorstenem Weidnerem, Udo Wagnerem i Uwe Römerem zdobył kolejne złoto. Ponadto na mistrzostwach świata w Atenach w 1994 roku wspólnie z Weidnerem, Römerem i Wagnerem zajął drużynowo drugie miejsce.